# Pekania
Genre
Pekania est un genre de mustélidés représenté par une seule espèce vivante, Pekania pennanti (le Pékan), et quelques espèces fossiles.
Pekania pennanti, anciennement placé dans le genre Martes, s'est avéré suffisamment distinct pour être placé dans son propre genre. Une étude de 2013 a également identifié plusieurs espèces fossiles également autrefois rangées dans le genre Martes qui sont plus étroitement liées –et probablement ancestrales– au pékan, les déplaçant également vers Pekania.

## Liste des espèces
Selon GBIF (4 janvier 2024) :
- † Pekania diluviana (Cope, 1889)
- † Pekania occulta Samuels & Cavin, 2013[1]
- † Pekania palaeosinensis Zdansky, 1924
- Pekania pennanti (Erxleben, 1777)

## Taxonomie
Le pékan a été pendant de nombreuses années placé dans le genre Martes. Une étude de 2008 utilisant des séquences d'ADN a révélé que les espèces restantes de Martes étaient plus étroitement liées au carcajou (genre Gulo) qu'au pékan , ce qui rend Martes paraphylétique. Par conséquent, le pékan a été reclassé dans le genre distinct Pekania. Les études actuelles suggèrent que le pékan est plus étroitement lié au carcajou et au tayra qu'aux martres, confirmant ainsi son placement dans un genre distinct.

### Évolution
Le plus ancien membre fossile connu de Pekania est P. occulta de la formation Rattlesnake de l'Oregon, qui a environ 7 millions d'années mais déjà très similaire au pékan. Bien qu'endémique aujourd'hui à l'Amérique du Nord, le Pekania pourrait également être présent en Asie dans le passé, la première espèce étant connue il y a entre 2,5 et 5,0 millions d'années. Deux membres éteints du genre connus d'Asie de l'Est sont Pekania palaeosinensis et P. anderssoni, bien que P. anderssoni soit souvent considéré comme synonyme de P. palaeosinensis. Un autre membre nord-américain du genre, P. diluviana, n'a été trouvé qu'au Pléistocène moyen en Amérique du Nord. Il est fortement indiqué que P. diluviana est lié aux découvertes asiatiques, ce qui suggère une migration. Le pékan moderne a été découvert dès le Pléistocène supérieur, il y a environ 125 000 ans. Aucune différence majeure n'est observée entre le pékan du Pléistocène et le pékan moderne. Des preuves fossiles indiquent que l'aire de répartition des pékans s'étendait plus au sud qu'aujourd'hui.

## Classification
Le nom valide complet (avec auteur) de ce taxon est Pekania Gray, 1865.